# Dmitri Kondratyev
Dmitri Yurevich Kondratyev (em russo:  Дмитрий Юрьевич Кондратьев) (Irkutsk, 25 de maio de 1969) é um ex-cosmonauta russo. Formado como piloto-engenheiro, serviu como piloto da Força Aérea Russa, voando em caças Mig-21, Mig-29 e Su-27. Além disso foi instrutor de paraquedismo, possuindo um total pessoal de mais de 150 saltos.
Foi selecionado para o curso de cosmonauta no Centro de Treinamento Yuri Gagarin em dezembro de 1997 e foi qualificado em 2000. Passou a década seguinte em treinamento e como integrante de tripulações reservas de missões Soyuz. Em 15 de dezembro de 2010, foi ao espaço como comandante em seu primeiro voo, a bordo da Soyuz TMA-20, para participar das expedições 26 e 27 à Estação Espacial Internacional. Durante sua estadia na estação, Kondratyev realizou duas Atividades extra-veiculares.
Após quase seis meses em órbita, ele retornou à Terra com a tripulação da TMA-20, Catherine Coleman e Paolo Nespoli, pousando perto de Dzhezkazgan, no Casaquistão, em 24 de maio de 2011